# Tytan (księżyc)
Tytan (Saturn VI) – największy księżyc Saturna, jedyny w Układzie Słonecznym otoczony gęstą atmosferą, w której zachodzą skomplikowane zjawiska pogodowe. Jest to również jedyne ciało poza Ziemią, na którym odkryto powierzchniowe zbiorniki cieczy – jeziora ciekłego metanu.

## Nazwa
Tytan został odkryty 25 marca 1655 roku przez Christiaana Huygensa, jako pierwszy z satelitów Saturna. Holenderski astronom dokonał tego dzięki zbudowaniu swojego własnego teleskopu, ulepszonego w stosunku do lunety galileusza. Początkowo nazwał nowoodkryty obiekt w Saturni Luna („Księżyc Saturna”). Swoje odkrycie opublikował w 1655 roku, w traktacie De Saturni Luna Observatio Nova (Nowe Obserwacje Księżyca Saturna).
Po tym, jak Giovanni Domenico Cassini opublikował swoje odkrycia czterech kolejnych księżyców Saturna w latach 1673–1686, astronomowie zaczęli nazywać wszystkie znane księżyce tej planety Saturnem I–V (Tytan znajdował się wówczas na czwartej pozycji). W 1673 r. Jean Dominique Cassini określał go Ordinary Satellit („Zwykły Satelita [Saturna]”). Międzynarodowa Unia Astronomiczna oficjalnie klasyfikuje Tytana jako „Saturn VI”.
Swoją aktualną nazwę zawdzięcza Johnowi Herschelowi (odkrywcy dwóch innych księżyców Saturna – Mimasa i Enceladusa), który w 1847 roku zasugerował nazwanie księżyców Saturna imionami tytanów z mitologii greckiej.

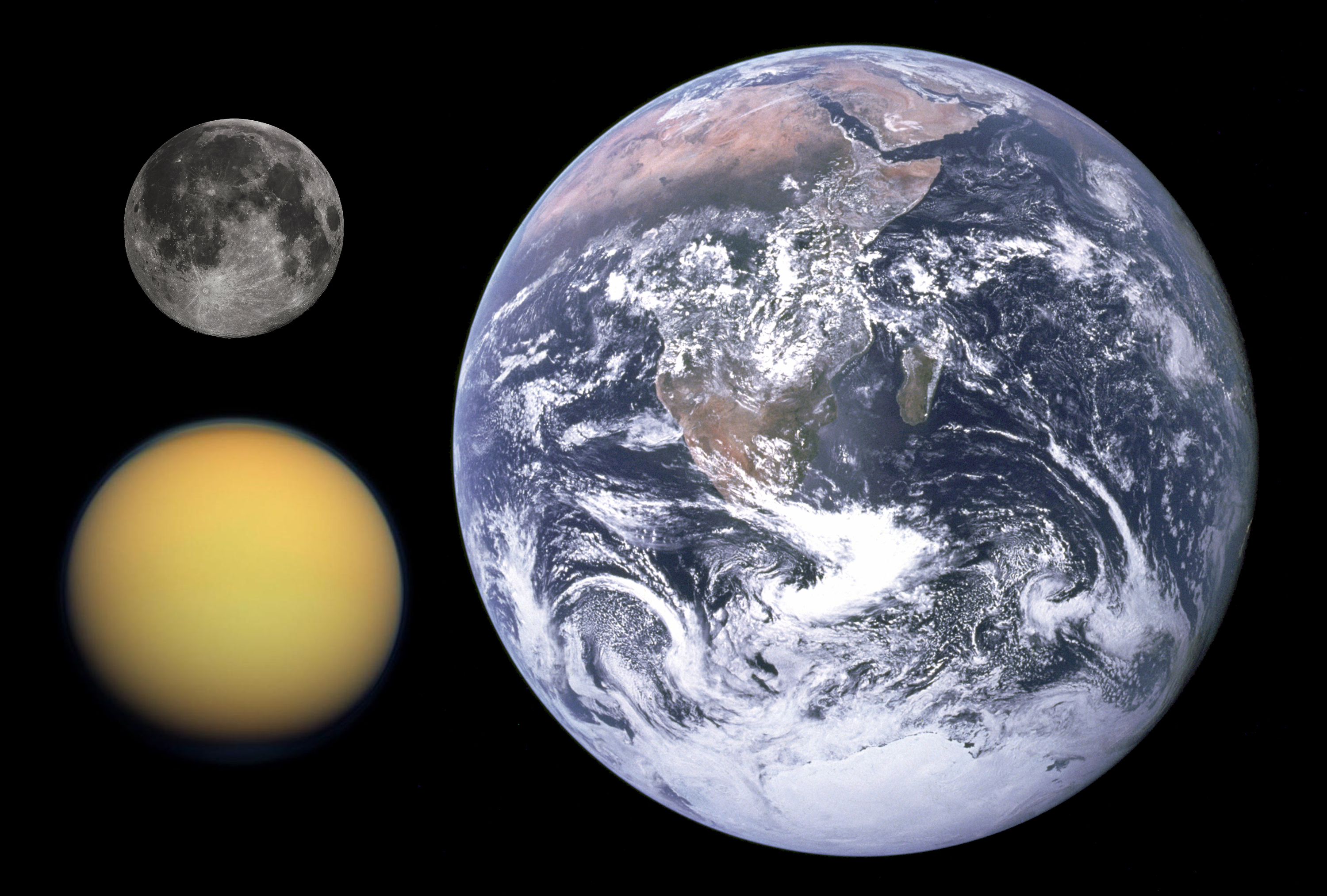
Po lewej od góry: Księżyc i Tytan, prawej: Ziemia, z zachowaniem skali

## Właściwości fizyczne
Tytan jest drugim pod względem wielkości księżycem w Układzie Słonecznym, większym od Merkurego – najmniejszej planety w naszym układzie. Do przybycia sondy Voyager 1 w 1980 r. uważano, że jest największym księżycem w Układzie Słonecznym, większym od Ganimedesa. Informacje zebrane przez sondę odkryły gęstą atmosferę Tytana, w związku z czym jego oficjalne rozmiary zostały pomniejszone o grubość jego gazowej powłoki. Według najnowszych pomiarów średnica Tytana wynosi 5151 kilometrów.
Tytan obiega swoją planetę w ciągu 15 dni i 22 godzin po orbicie o średnim promieniu 1,2 mln kilometrów. Jest ona nachylona pod kątem 0,34 stopnia względem równika Saturna i odznacza się mimośrodem o wartości 0,029. Tytan obraca się synchronicznie w stosunku do Saturna, co oznacza, że zawsze zwrócony jest ku niemu tą samą półkulą. Księżyc pozostaje w rezonansie orbitalnym (3:4) z sąsiednim, dużo mniejszym księżycem Hyperionem.

### Atmosfera

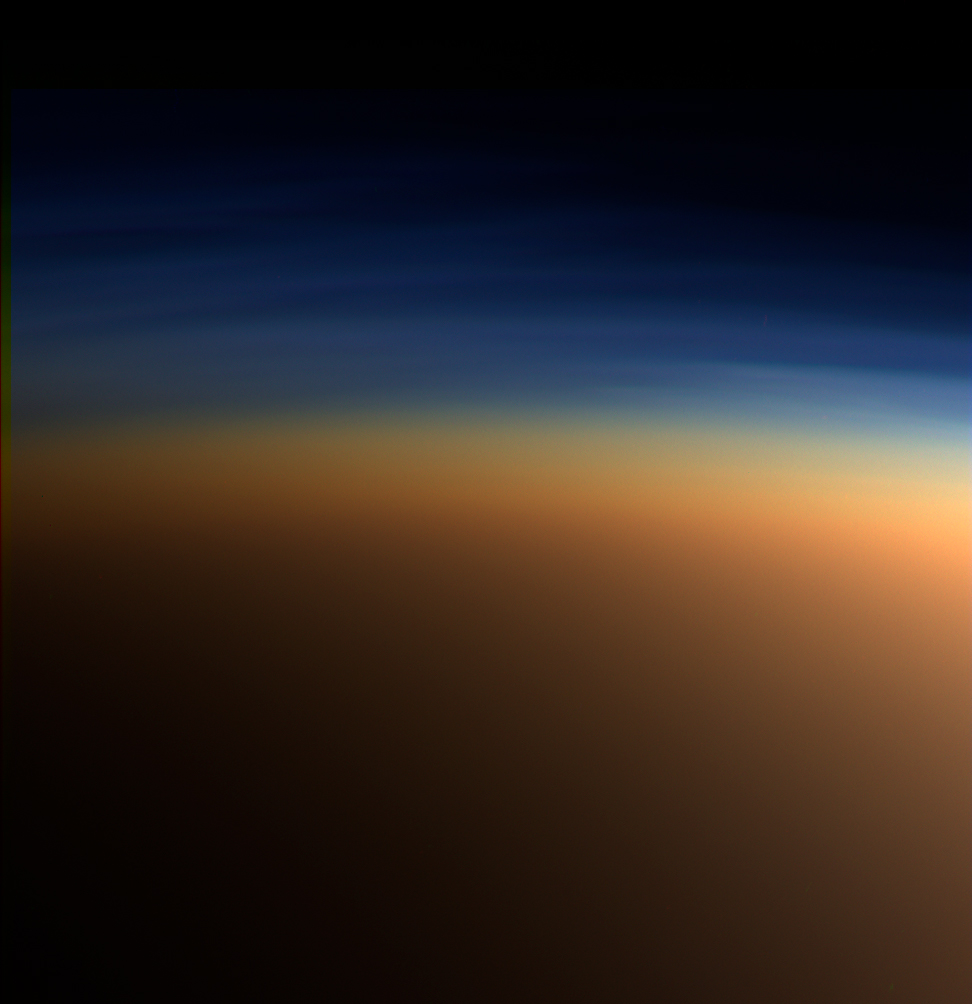
Górne warstwy atmosfery Tytana w naturalnych kolorach

Niektóre księżyce w Układzie Słonecznym, np. księżyce galileuszowe, mają nikłą otoczkę gazową. Jednak jedynie Tytan ma gęstą atmosferę, gęstszą od ziemskiej. Ma ona pomarańczowy kolor i jest nieprzejrzysta w szerokim zakresie fal elektromagnetycznych (w tym w zakresie widzialnym). Jej istnienie jako pierwszy zasugerował w 1907 roku Josep Comas Solá, a potwierdził w 1944 roku Gerard Kuiper.
Atmosfera składa się głównie z azotu z domieszką argonu, metanu i innych związków organicznych, takich jak etan i acetylen, które powstają w górnych warstwach atmosfery w wyniku oddziaływania na metan słonecznego promieniowania ultrafioletowego. Związki chemiczne w atmosferze Tytana przepuszczają jedynie około 10% promieni słonecznych, przy czym atmosfera jest niemal całkowicie przepuszczalna dla średniej (termalnej) podczerwieni, co prowadzi do obniżenia temperatury powierzchni. Efekt ten jest kompensowany z nawiązką przez efekt cieplarniany, związany z wysoką zawartością metanu. Ciśnienie przy powierzchni wynosi 1,5 bara, czyli jest o 50% większe niż na Ziemi. Podczas lądowania próbnika Huygens zmierzono także prędkość wiatru, która wynosiła 60 km/h. Badania atmosfery tego ciała niebieskiego są szczególnie interesujące ze względu na jej podobieństwo do ziemskiej atmosfery sprzed około czterech miliardów lat. Grubość atmosfery Tytana szacuje się na od 200 do 880 km. Tytan nie ma własnego pola magnetycznego, a magnetosfera Saturna chroni go przed wiatrem słonecznym tylko częściowo.
Pomimo ograniczonego dostępu światła, na powierzchni Tytana panuje wyraźny cykl dobowy. W ciągu dnia Słońce nagrzewa powierzchnię, co ma znaczący wpływ na jego atmosferę. W atmosferze jest kilka wyraźnie oddzielonych warstw przypominających atmosferę Ziemi. Najniższa część podzielona jest na dwie warstwy graniczne. Grubość niższej zmienia się w cyklu dziennym, co powodowane jest ogrzewaniem powierzchni Tytana. Grubość wyższej warstwy granicznej zmienia w dłuższym cyklu i wpływa ona na klimat panujący na Tytanie.

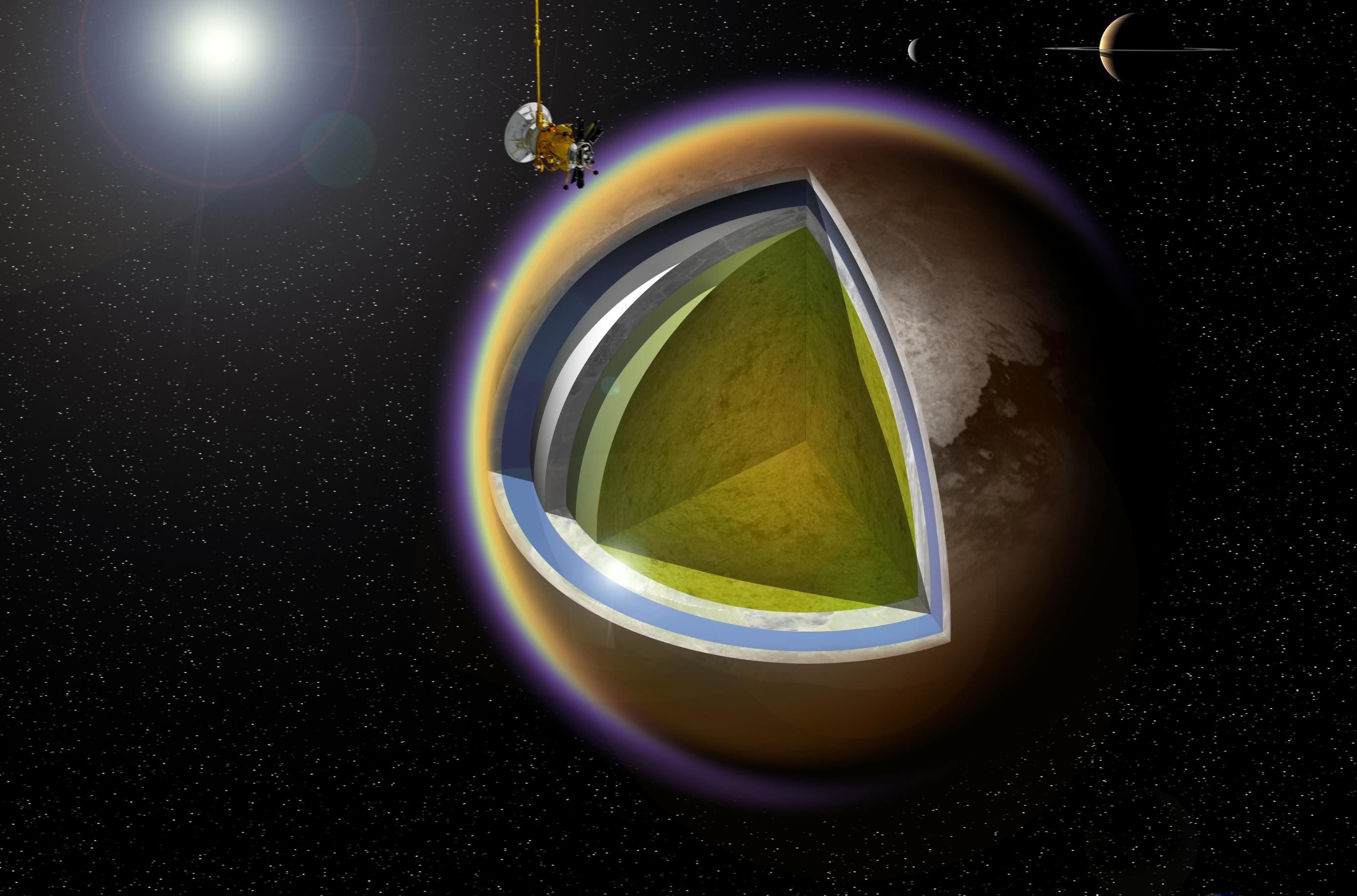
Przypuszczalna budowa wewnętrzna Tytana

### Budowa wewnętrzna
Tytan jest zaliczany do księżyców lodowych, jako że składa się w dużej mierze z lodu wodnego. Pod kilkukilometrowej grubości lodową skorupą znajduje się prawdopodobnie warstwa ciekłej wody, przypominająca podpowierzchniowe oceany na Europie i Ganimedesie. Jeszcze głębiej jest warstwa wysokociśnieniowego lodu VI i jądro złożone ze skał o dużej zawartości wody, którego średnicę szacuje się na około 2000 km.

### Powierzchnia

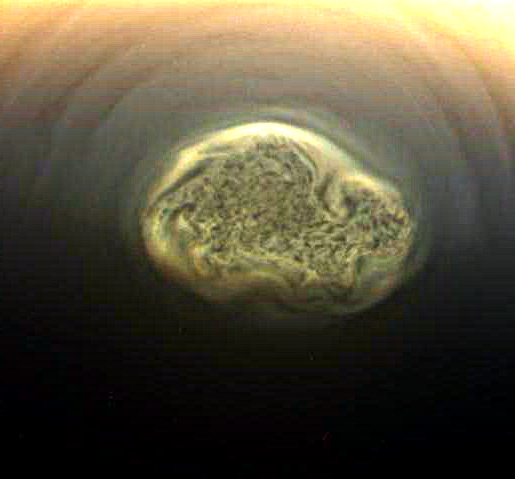
Atmosferyczny wir polarny nad południowym biegunem

Obserwacje powierzchni Tytana są utrudnione z powodu gęstej i nieprzezroczystej atmosfery. Dzięki misji sondy Cassini udało się uzyskać wiele istotnych danych, a także wykonać pierwsze zdjęcia powierzchni księżyca. Do najciekawszych zaobserwowanych tam struktur należą:

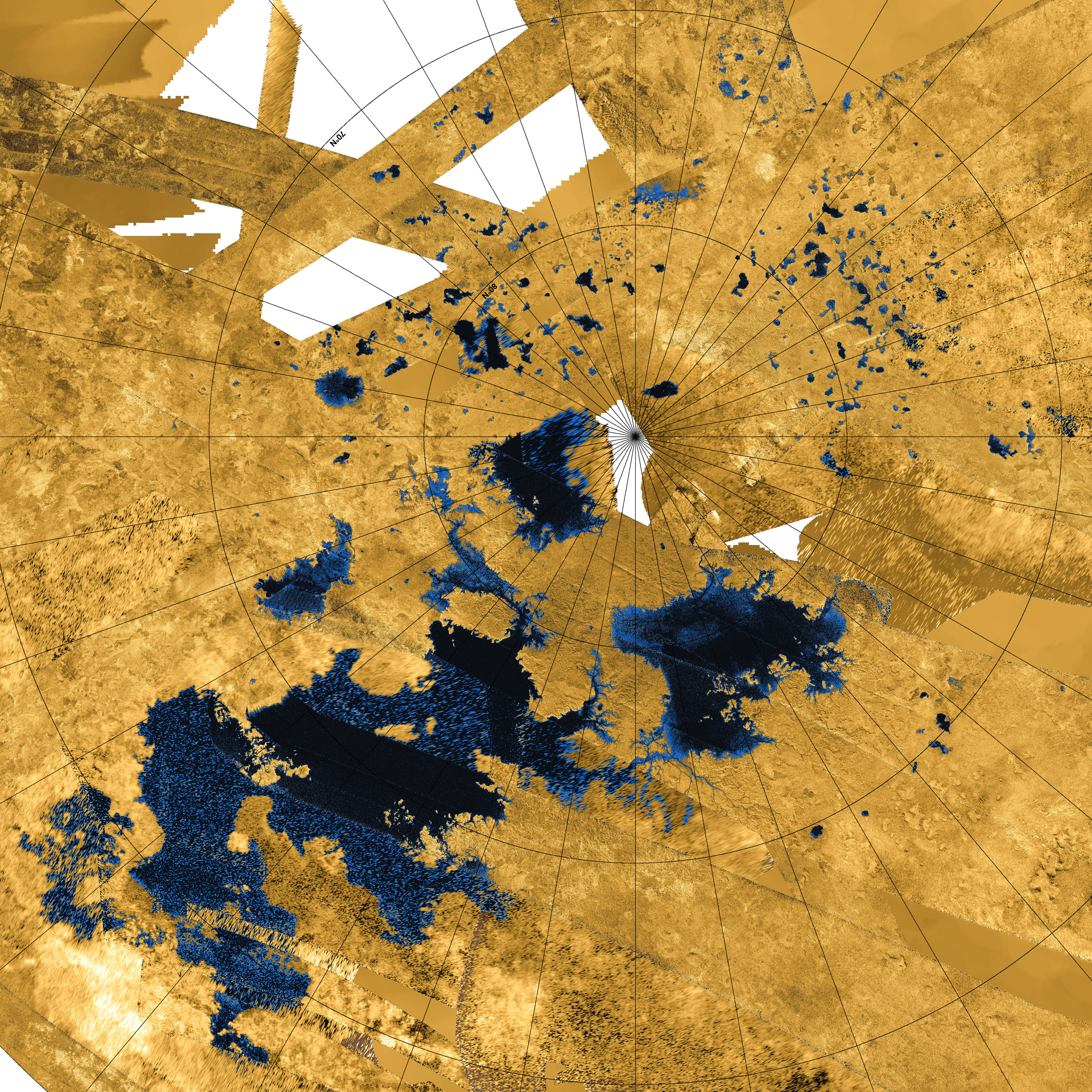
Mapa północnego bieguna Tytana w fałszywych kolorach, ukazująca zbiorniki ciekłych węglowodorów

- Jeziora ciekłego metanu w obszarach podbiegunowych. Ich obecność podejrzewano od dawna. Naukowcy mieli nadzieję, że lądownik Huygens wyląduje w jednym ze zbiorników, co jednak nie nastąpiło. Niemniej jednak na wielu zdjęciach wykonanych podczas lądowania widać struktury, które najprawdopodobniej są jeziorami płynnych węglowodorów. Te ciemne obszary mogą jednak być także pozostałościami po takich zbiornikach, które w niedawnej przeszłości wyparowały. Aby potwierdzić którąś z teorii, potrzebne są obserwacje długoterminowe, gdyż opady atmosferyczne występują sezonowo, a pory roku na Tytanie trwają wiele lat ziemskich.
- Na zdjęciach ukazujących ciemne obszary widać także ciemne kanały, przecinające obszary o jasnej barwie. Są to najprawdopodobniej węglowodorowe rzeki i strumienie. Sugeruje to ich kształt, rozgałęzienia tworzące sieć dopływów i ujścia wychodzące w kierunku ciemnych obszarów, o charakterze delty rzecznej. Niektóre z takich kanałów mają 100 kilometrów długości.
- W okolicach biegunów zaobserwowano duże ciemne formacje, również będące jeziorami węglowodorów. Największe z nich, Kraken Mare, jest wielkości Morza Kaspijskiego i w skali księżyca jest prawdziwym morzem. Nie zostało sfotografowane w całości. Na zdjęciu widać również wyspy, w tym łańcuch wysp będący wyraźnym przedłużeniem grzbietu wzgórz widocznych na brzegu.

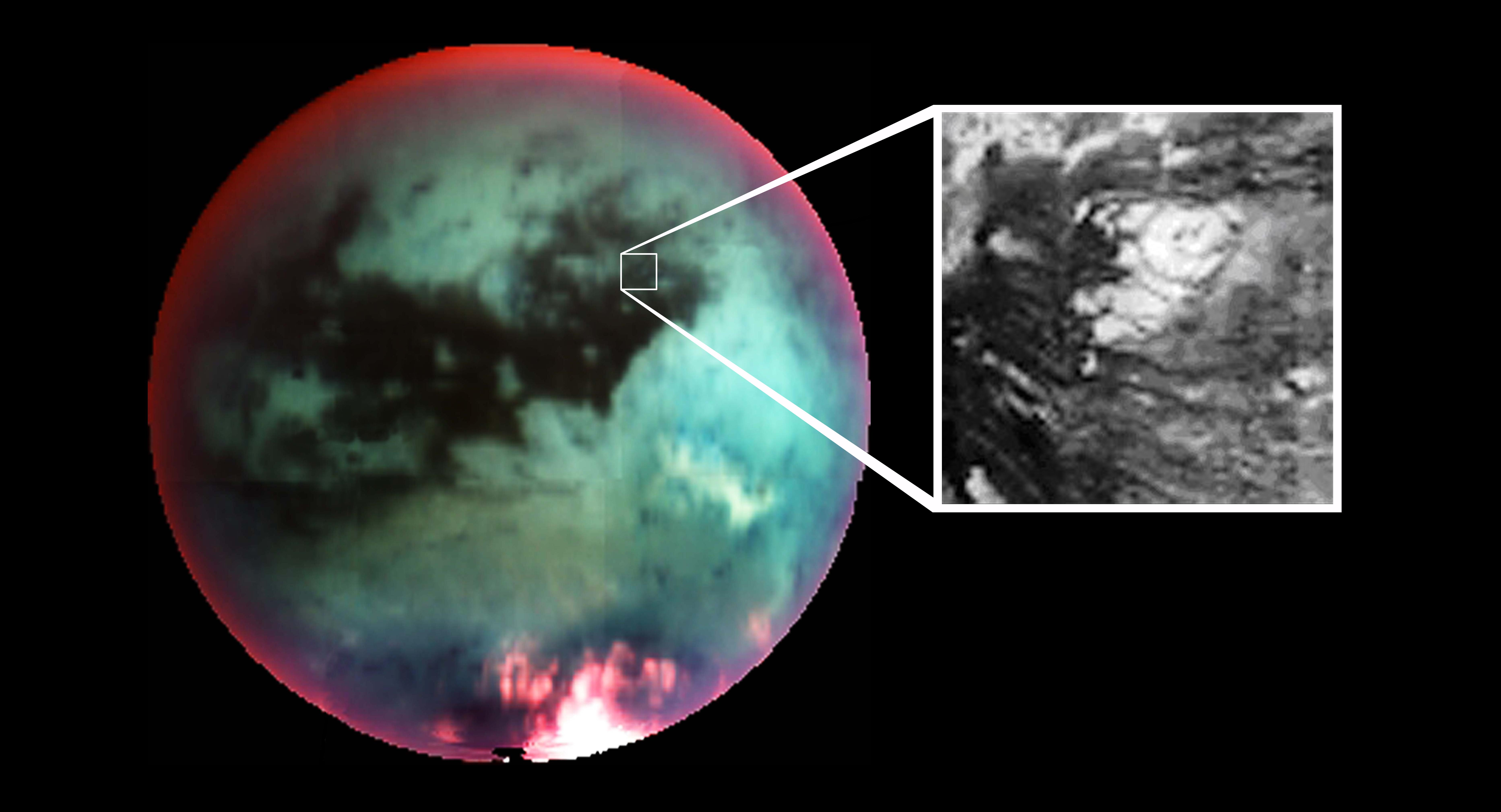
Tortola Facula, początkowo interpretowana jako wulkan lodowy, później uznana za wzniesienie otoczone przez ciemne wydmy

- Na kilku zdjęciach zaobserwowano twory, które kształtem przypominają wulkany. Mogą to być kriowulkany wyrzucające z siebie mieszaninę lodu wodnego i metanu. Dla ich istnienia kluczowe jest źródło energii. Być może wnętrze podgrzewają siły pływowe Saturna. Potwierdzeniem aktywności wulkanicznej jest obecność argonu w atmosferze.
- Jest niewiele kraterów uderzeniowych, co sugeruje, że powierzchnia jest geologicznie młoda.
- W okolicach równika sonda Cassini zaobserwowała ciągnące się przez setki kilometrów wydmy. Ich wysokość dochodzi do 100 m. Wydmy zostały ukształtowane przez zmienne, łagodne wiatry. Podczas gdy wiatry na Ziemi wynikają z nierównomiernego ogrzewania powierzchni przez Słońce, na Tytanie usypują je raczej wiatry o charakterze pływowym wywołane przyciąganiem Saturna. Nie są one uformowane z piasku, ale z drobin wodnego lodu lub związków organicznych.

## Klimat
Temperatura powierzchni Tytana wynosi ok. −179,2 °C. W tej temperaturze wodny lód sublimuje przy bardzo niskim ciśnieniu, przez co w stratosferze są śladowe ilości pary wodnej. Do Tytana dociera 1% światła słonecznego, które otrzymuje Ziemia. Ponadto 90% światła jest absorbowane przez gęstą atmosferę. Ostatecznie do powierzchni Tytana dociera 0,1% światła, jakie otrzymuje powierzchnia Ziemi.
Metan zawarty w atmosferze powoduje na powierzchni księżyca efekt cieplarniany, bez którego Tytan byłby dużo zimniejszy. Z kolei zmętnienie jego atmosfery przyczynia się do przeciwnego efektu – odbijając promienie słoneczne z powrotem w przestrzeń kosmiczną, niweluje częściowo efekt cieplarniany. W rezultacie temperatura powierzchni jest znacznie niższa niż temperatura górnych warstw atmosfery.

Chmury metanu, lipiec 2014

Chmury Tytana, prawdopodobnie utworzone z metanu i etanu są rozproszone i zmienne, wyróżniając się na tle zmętnienia. Badania przeprowadzone przez sondę Huygens wskazały, że w atmosferze Tytana występują okresowe deszcze ciekłego metanu i innych związków organicznych.
Chmury przeważnie pokrywają 1% powierzchni księżyca, jednak zaobserwowano gwałtowne zwiększanie się pokrywy chmur do 8% powierzchni. Według jednej z hipotez południowe chmury tworzą się, gdy zwiększony poziom nasłonecznienia podczas pory letniej na południowej półkuli tworzy wypiętrzenia w atmosferze, prowadzące do konwekcji. Jednak formowanie chmur zostało zaobserwowane nie tylko po okresie przesilenia letniego na południowej półkuli, lecz także w środku pory wiosennej. Zwiększone stężenie metanu na biegunie południowym prawdopodobnie przyczyniło się do szybkiego wzrostu zachmurzenia. Lato na południowej półkuli Tytana trwało do 2010 roku, po czym, w wyniku ruchu Saturna po orbicie, rozpoczęło się na półkuli północnej. W miarę zmian pór roku etan przypuszczalnie zacznie się skraplać nad biegunem południowym.

## Badania Tytana

Zdjęcie powierzchni Tytana z wysokości 5 km, wykonane podczas opadania sondy Huygens

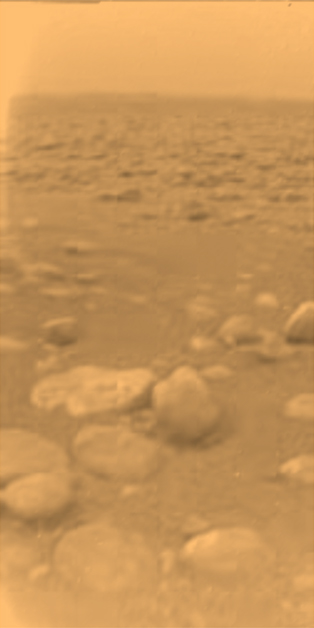
Zdjęcie powierzchni wykonane przez lądownik Huygens po wylądowaniu

12 listopada 1980 roku w pobliże Saturna dotarła sonda Voyager 1. Jej trajektorię zaplanowano tak, by przeleciała 4000 kilometrów od Tytana, co spowodowało wyrzucenie sondy poza płaszczyznę ekliptyki. Naukowcy sądzili, że będą mogli dostrzec powierzchnię księżyca. Jednak atmosfera była zbyt gęsta, a sondy nie wyposażono w urządzenia, które mogłyby ją przeniknąć. Dopiero po ponad 20 latach wykazano, że staranna obróbka zdjęć pozwala dojrzeć niektóre wielkoskalowe struktury powierzchni.
1 lipca 2004 roku do Saturna doleciała sonda Cassini. Głównym celem lądownika Huygens, wykonanego przez ESA, było zebranie danych dotyczących gęstej atmosfery. 14 stycznia 2005 roku, po około 2,5-godzinnym opadaniu wylądował z powodzeniem na Tytanie. Próbnik w trakcie opadania wykonywał zdjęcia i nagrywał dźwięki. Huygens po lądowaniu i krótkim ślizgu natrafił na miękkie, zakurzone podłoże. Po ponad godzinie zakończył pracę i zamarzł (przewidywany czas pracy wynosił kilkanaście minut). Zdjęcia wykonane przez próbnik w trakcie lądowania ukazały struktury przypominające systemy rzeczne na Ziemi. W próbniku zainstalowano m.in. aparaturę pomiarową produkcji polskiej (termometr).
Sonda Cassini kontynuowała badania Tytana podczas kolejnych przelotów. Zwykle nie zbliżała się na mniej niż około 950 km, ze względu na atmosferę rozciągającą się nawet do wysokości 975 km, która zaburzała prowadzenie obserwacji. Sonda była najbliżej Tytana (880 km) 21 czerwca 2010 roku. Ten przelot został wykonany dla sprawdzenia, czy Tytan ma własne pole magnetyczne.
W roku 2004 na północnym biegunie Tytana sonda Cassini zarejestrowała wysoko unoszące się mgły oraz wirującą chmurę. W pierwszej połowie 2012 roku, podczas kolejnych przelotów obok Tytana, stwierdzono obecność podobnej struktury nad południowym biegunem księżyca. Według naukowców z programu Cassini, to zmienne oświetlenie Tytana – czyli pory roku – powoduje zmiany w atmosferze księżyca.

### Życie na Tytanie
Pomimo niskich temperatur, nie wyklucza się istnienia na Tytanie organizmów żywych. Stwierdzono zachodzenie różnych reakcji chemicznych, a symulacje wskazują na możliwość powstawania tam skomplikowanych związków organicznych. Sonda Cassini wykryła w atmosferze Tytana proste związki węgla, wodoru i azotu o charakterze anionów, które uważa się za prekursory większych cząsteczek organicznych, tworzących po opadnięciu na powierzchnię układy prebiotyczne. Spekuluje się na temat możliwości występowania w głębi skorupy Tytana ciekłych złoży wody amoniakalnej, w której mogłoby rozwinąć się życie.
NASA planuje na połowę lat 30. XXI wieku misję kosmiczną Dragonfly, w ramach której zasilany radioizotopowo dron zbada potencjalne sprzyjające życiu miejsca na powierzchni Tytana.